# Кущовик папуанський
Кущовик папуанський (Aethomyias papuensis) — вид горобцеподібних птахів родини шиподзьобових (Acanthizidae). Ендемік Нової Гвінеї. Живе в тропічних вологих гірських лісах Центрального хребта на висоті 2000-3500 м над рівнем моря.
Довгий час папуанського кущовика відносили до роду Кущовик (Sericornis), однак за результатами молекулярно-філогенетичного дослідження 2018 року він був віднесений до відновленого роду Aethomyias

## Підвиди
Виділяють три підвиди:
- A. p. meeki (Rothschild & Hartert, 1913) (захід Нової Гвінеї);
- A. p. buergersi (Stresemann, 1921) (центр Нової Гвінеї);
- A. p. papuensis (De Vis, 1894) (південний схід Нової Гвінеї).